# Gewann Frankreich-Wiesental

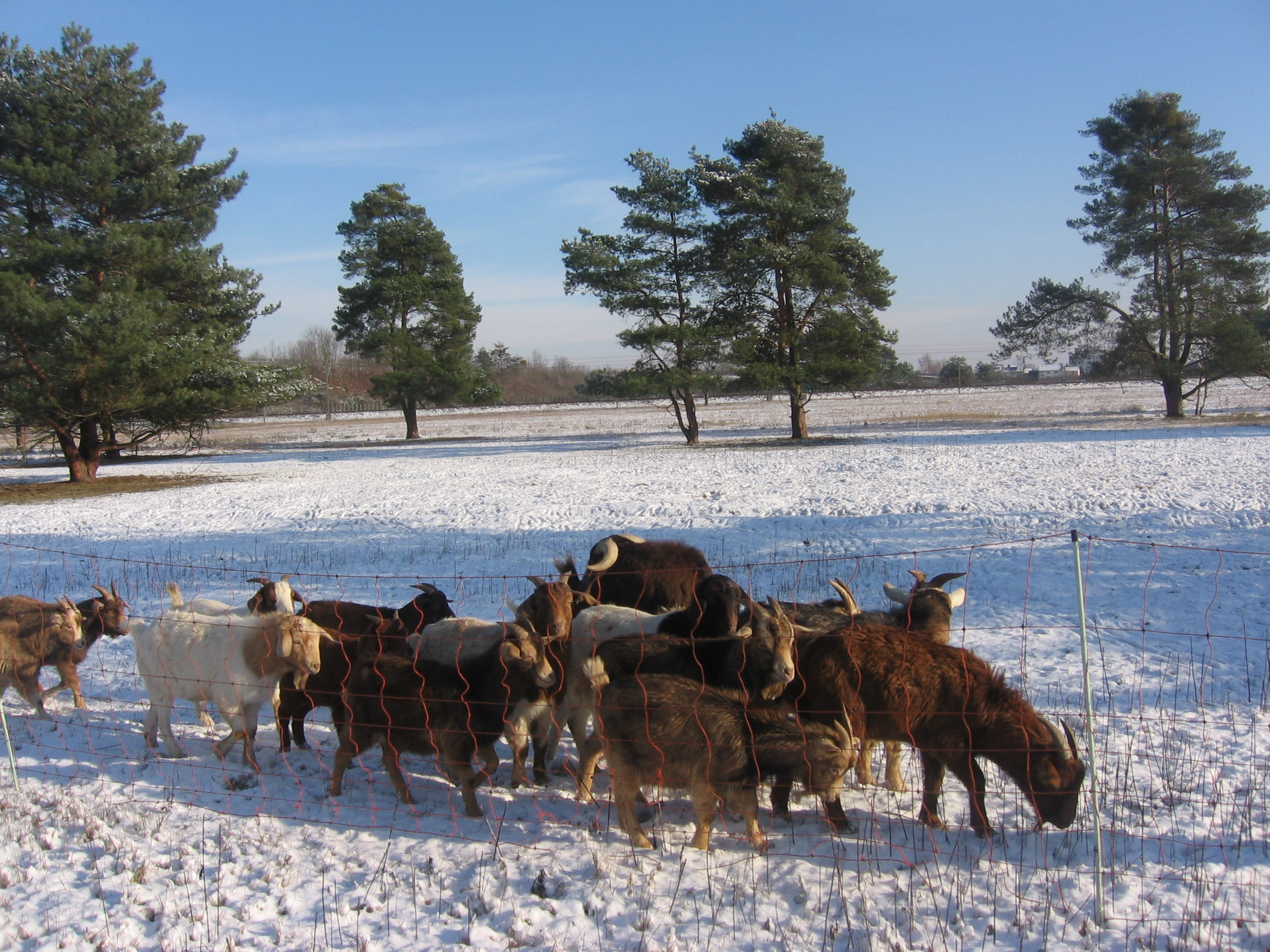
NSG Frankreich-Wiesental, Landschaftspflege durch Ziegen

Das Naturschutzgebiet Gewann Frankreich-Wiesental liegt auf dem Gebiet der baden-württembergischen Stadt Waghäusel.

## Kenndaten
Das Gebiet wurde mit Verordnung des Regierungspräsidiums Karlsruhe vom 9. September 1988 als Naturschutzgebiet ausgewiesen und hat eine Größe von 57,0 Hektar. Es wird unter der Schutzgebietsnummer 2.111 geführt. Der CDDA-Code für das Naturschutzgebiet lautet 163238 und entspricht der WDPA-ID.

## Lage
Das Schutzgebiet besteht aus vier Teilgebieten und liegt direkt am westlichen Ortsrand des Ortsteils Wiesental der Stadt Waghäusel links und rechts der B 36. Die geschützten Flächen befinden sich im Naturraum 223-Hardtebenen, innerhalb der naturräumlichen Haupteinheit 22-Nördliches Oberrheintiefland.
Im Westen grenzt das NSG an das 1.481 Hektar große Landschaftsschutzgebiet Saalbachniederung. Es liegt außerdem vollständig im 4.955 Hektar großen FFH-Gebiet Nr. 6717-341 Lußhardt zwischen Reilingen und Karlsdorf.

## Schutzzweck
Der Charakter des Gebietes wird von lückig bewachsenen Sandrasenflächen auf meist kiesigem Untergrund bestimmt. Im Hochsommer trocknen die Flächen tiefgründig aus. Schutzzweck ist die Erhaltung und Gestaltung eines durch den  ehemaligen Kies- und Sandabbau auf dem Hardtwaldrücken der Niederterrasse des Rheingrabens entstandenen Refugiums für die Tier- und Pflanzenwelt und aufgrund von brachgefallenen Grundstücken entstandenen Tier- und Pflanzenstandorten. Darüber hinaus besteht der wesentliche Schutzzweck in der Erhaltung und Gestaltung eines hochwertigen naturkundlich-pädagogischen Lehr- und Studiengebietes zur Durchführung wissenschaftlicher Untersuchungen.